# 法蘭茲 (薩克森-科堡-薩爾費爾德公爵)
法蘭茲（德語：Franz Friedrich Anton，1750年7月15日—1806年12月9日），薩克森-科堡-薩爾費爾德公爵，1800年—1806年在位，比利時國王利奧波德一世的父親，英國維多利亞女王的外祖父和葡萄牙國王斐迪南二世的祖父。

## 生平
弗朗兹是薩克森-科堡-薩爾費爾德公爵恩斯特·腓特烈的長子，屬於韋廷王朝的恩斯特系。弗朗兹受過完整的私人教育，同時也是一位藝術愛好者。
1800年，弗朗兹繼承父親成為薩克森-科堡-薩爾費爾德公爵。1806年神聖羅馬帝國解散，弗朗兹於同年逝世，由長子恩斯特三世繼位，並加入萊因邦聯。

## 家庭
1776年，弗朗兹與薩克森-希爾德布格豪森的索菲公主結婚。然而，索菲在當年即因流行性感冒逝世，年僅16歲。
隔年，弗朗兹與羅伊斯-埃伯斯多夫的奧古斯塔結婚，兩人共有4子5女：
- 索菲（1778年—1835年）
- 安東妮（1779年—1824年），符騰堡公爵夫人
- 朱麗安妮（1781年—1860年），俄羅斯大公夫人（婚後改名為安娜·費奧多羅芙娜）
- 恩斯特（1784年—1844年），薩克森-科堡-薩爾費爾德公爵（1806年—1826年）、薩克森-科堡-哥達公爵（1826年—1844年），阿爾伯特親王的父親
- 斐迪南（1785年—1851年），葡萄牙國王斐迪南二世的父親
- 維多利亞（1786年—1861年），肯特和斯特拉森公爵夫人、維多利亞女王的母親
- 瑪麗安妮·夏洛特（1788年—1794年），夭折
- 利奧波德（1790年—1865年），比利時國王
- 法蘭茲（1792年—1793年），夭折

## 後代
弗朗兹是英國女王伊莉莎白二世、比利時國王菲利普、保加利亞末代沙皇西美昂二世、葡萄牙末代國王曼紐二世以及現任薩克森-科堡-哥達王朝家族首領安德烈阿斯的父系祖先。